# Hammon (Oklahoma)
Hammon is een plaats (town) in de Amerikaanse staat Oklahoma, en valt bestuurlijk gezien onder Custer County en Roger Mills County.

## Demografie
Bij de volkstelling in 2000 werd het aantal inwoners vastgesteld op 469.
In 2006 is het aantal inwoners door het United States Census Bureau geschat op 453, een daling van 16 (-3,4%).

## Geografie
Volgens het United States Census Bureau beslaat de plaats een oppervlakte van
1,9 km², geheel bestaande uit land. Hammon ligt op ongeveer 520 m boven zeeniveau.

## Plaatsen in de nabije omgeving
De onderstaande figuur toont nabijgelegen plaatsen in een straal van 28 km rond Hammon.